# Samphrey
Samphrey (en nòrdic antic Sandfriðarey) és una illa localitzada a l'arxipèlag de les Shetland, a Escòcia. L'illa està situada en el part sud del Yellsound (canal de Yell), entre les illes de Mainland i Yell. L'illa es troba deshabitada. L'illa ocupa una superfície de 66 hectàrees i la seva altitud màxima sobre el nivell del mar és de 44 metres. Al nord-oest de Samphrey hi ha Bunglan, que havia estat una illa per si mateixa, però ara està connectada a Samphrey per dos tómbols.